# Kobiałka (pojemnik)

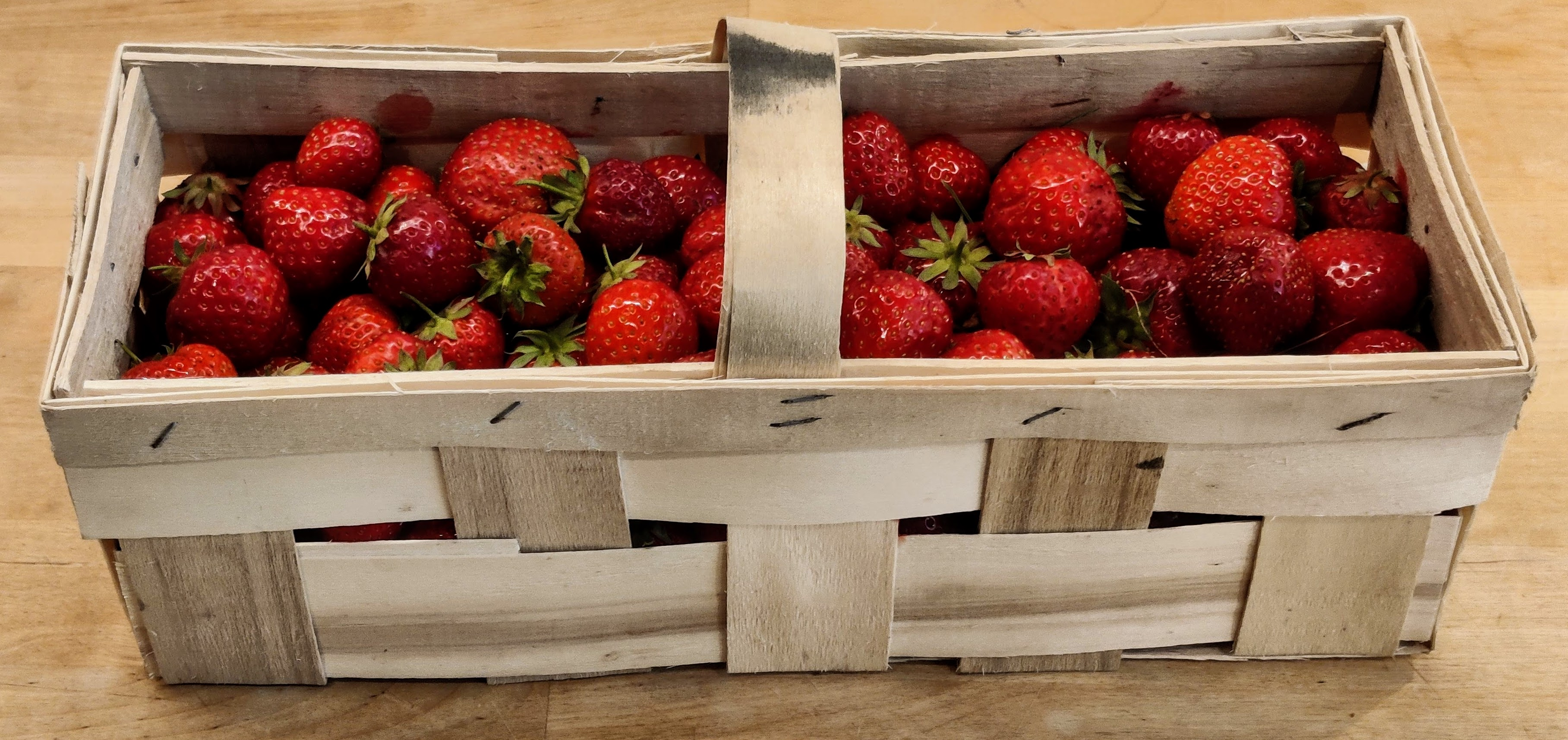
Kobiałka z truskawkami

Kobiałka (łubianka) – prostopadłościenny koszyk do transportu drobnych owoców (np. truskawek, borówek), grzybów i innych produktów, tradycyjnie wykonywany z łubu (łuby).
Łub był od wieków używany do wyplatania koszy. Łubianki mogą być plecione ręcznie lub maszynowo, tak jak i łubę można strugać maszyną albo pozyskiwać ręcznie. Łubianki naturalne pokazują barwę i strukturę drewna, co dodaje im walorów estetycznych. Koszyczki i tacki z łuby mogą być barwione.
Kobiałka jest również jedną ze zwyczajowych jednostek objętości oraz (pośrednio) jednostek masy, pełniąc również rolę miarki. Należy do jednostek używanych w rozliczeniach najczęściej o odważonej zawartości. 1 kobiałka to około 2–2,5 kilograma drobnych owoców.
Tę samą nazwę noszą podobne ekologiczne kartonowe opakowania o pojemności 1 kg i 2kg. 